# Clément III
Cet article traite du pape Clément III. L'antipape du même nom est décrit dans son propre article.
Pour les articles homonymes, voir Clément et Scolari.
Clément III, né Paolo Scolari vers 1130 à Rome, où il meurt le 20 ou le 27 mars 1191, est  le 174e pape de l’Église catholique à la suite de son élection à Pise le 19 décembre 1187. Avant son élection au pontificat, il est cardinal évêque de Palestrina.

## Biographie
Il parvient peu après son élection à calmer les tensions entre l'Église et la population de Rome en permettant aux citoyens romains d'élire eux-mêmes leurs magistrats (tandis que le pape garde le pouvoir de choisir le gouverneur de la ville). Il a fait bâtir le monastère de Saint-Laurent-hors-les-Murs, et restaurer le palais du Latran.
Il a organisé le regroupement des forces de la Chrétienté contre les Sarrasins. Il a également incité Henri II d'Angleterre et Philippe Auguste à entreprendre la troisième croisade, à laquelle participa le roi d'Angleterre Richard Cœur de Lion, qui fut lancée après sa mort par Célestin III et fut un échec (mort de l'empereur Frédéric Barberousse). Il canonise saint Étienne de Muret en 1189.